# سيمون لي إيفانز
سيمون لي إيفانز (بالإنجليزية: Simon Lee Evans)‏ هو حكم كرة قدم ومدرب كرة قدم ولاعب كرة قدم بريطاني، ولد في 13 أكتوبر 1975 في بانغور في المملكة المتحدة.

## وصلات خارجية
- سيمون لي إيفانز على موقع Soccerway.com (الإنجليزية)